# Krypty pod kościołem św. Kazimierza Królewicza

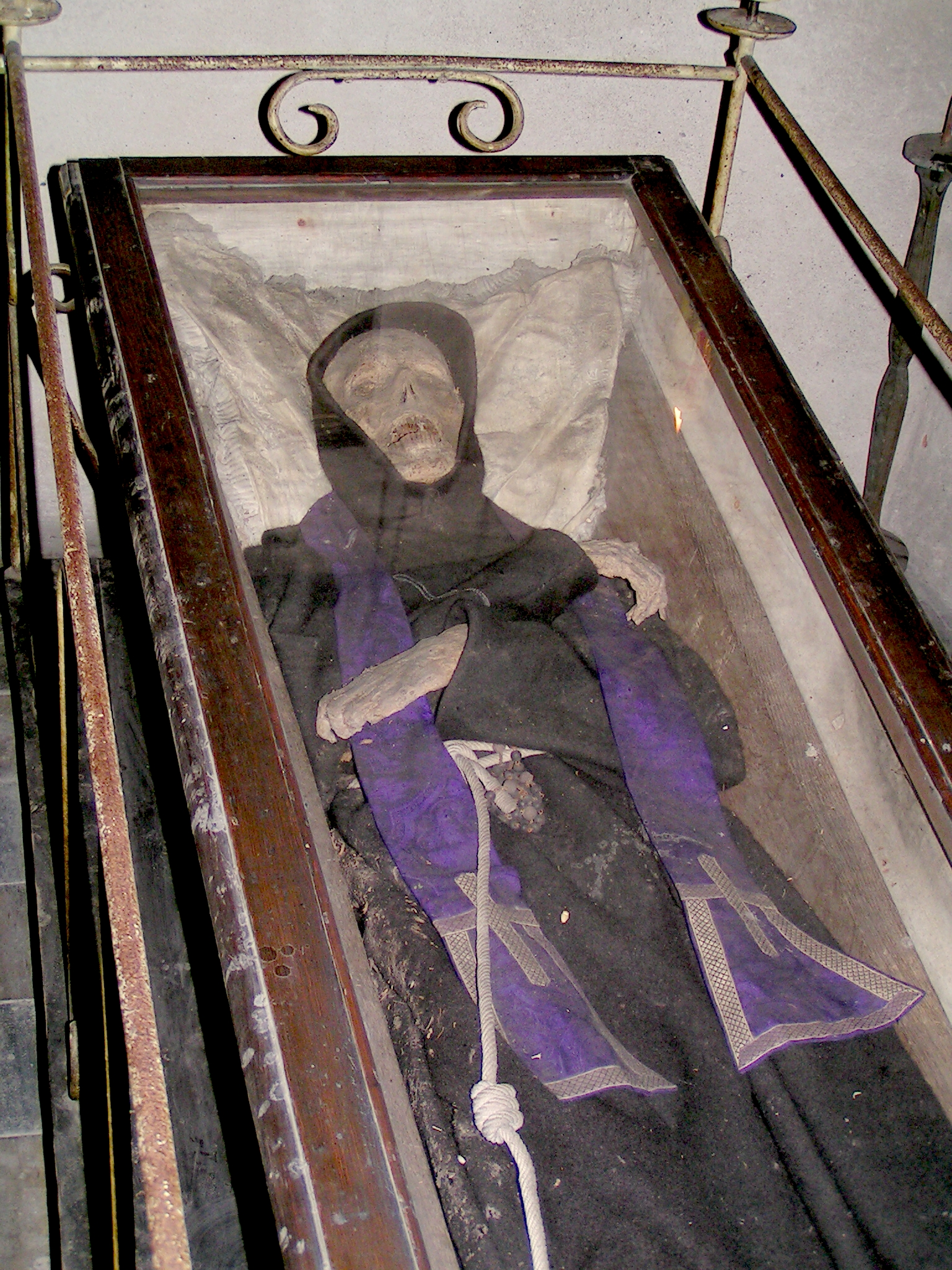
O. Sebastian Wolicki

Krypty pod kościołem św. Kazimierza Królewicza – krypty znajdujące się pod kościołem św. Kazimierza Królewicza w Krakowie, przy ul. Reformackiej 4.
W podziemiach kościoła znajdują się krypty, w których chowani byli zmarli od 1672 r. W kryptach pochowano tysiąc osób – zakonników oraz osoby świeckie. W podziemiach zachowało się około 60 trumien. Kilka trumien przykrytych jest szklanymi wiekami zamontowanymi w latach 70. XX wieku.
Ciała zmarłych zachowane są w bardzo dobrym stanie bez mumifikacji, dzięki specyficznemu mikroklimatowi, który panuje w podziemiach kościoła.
Księgi klasztorne mówią, iż pochowano tutaj 730 osób świeckich i 250 zakonników. Zakonnicy spoczywają pod prezbiterium kościoła bez trumien, bezpośrednio na ziemi i piasku. W kryptach spoczywają fundatorzy kościoła i jego darczyńcy, m.in.: biskup Michał Szembek, burgrabia krakowski Mikołaj Goskowski, starościna barcicka Urszula Morszkowska. W szklanej trumnie pochowany jest o. Sebastian Wolicki. Spoczywa tu także Domicella Skalska, która była w kościele zatrudniona jako służąca przez 20 lat, a do swojego pochodzenia przyznała się krótko przed śmiercią w 1864.
W kryptach uwagę zwraca też postać żołnierza napoleońskiego pochowanego w pełnym mundurze.